# Norbert Ratsirahonana
Norbert Ratsirahonana (również Norbert Lala Ratsirahonana, ur. 18 listopada 1938 w Antsirananie) – polityk z Madagaskaru, były prezydent i premier.
Założył i kierował sa Vita nie Ifampitsarana.
W 2006 roku kandydował na prezydenta kraju.